# Liste des périodiques en physique
Ceci est une liste non exhaustive de journaux scientifiques publiant dans le domaine de la physique.

## Journaux

### Périodiques généraux
- Advances in Physics (page web)
- Advances in Synchrotron Radiation (ASR)
- Annals of Physics
- Annual Reviews (page web)
- Annales de Physique
- Annalen der Physik
- Applied Physics Letters
- ArXiv
- Chinese Science Bulletin (CSB) - Interrompu (page web)
- The European Physical Journal
- Il Nuovo Cimento
- International Journal of Modern Physics B (IJMPB) (page web)
- International Journal of Nanoscience (IJN) (page web)
- Journal de Physique
- Journal of Physics (en) - parts A-D, G, Conference series (joint website)
  - Journal of Physics A : Mathematical and Theoretical (page web)
  - Journal of Physics B : Atomic, Molecular and Optical Physics(page web)
  - Journal of Physics: Condensed Matter
  - Journal of Physics D : Applied Physics(page web)
  - Journal of Physics G : Nuclear and Particle Physics (page web)
  - Journal of Physics : Conference Series (page web)
- Journal of Applied Physics
- Modern Physics Letters A (MPLA) (page web)
- NANO (page web)
- Nature
- Nature Physics (page web)
- Nuclear Physics A - B : physique nucléaire et des particules
  - Nuclear Physics A : basse énergie (page web)
  - Nuclear Physics B : haute énergie (page web)
    - Nuclear Physics B - Proceedings Supplements : Comptes-rendus de colloques (page web)
- Nuovo Cimento - Ne pas omettre l'article
- Physica Scripta (page web)
- Physical Review - parts A-E and Letters (page web)
- Physics Letters A - B
  - Physics Letters A : généraliste. (page web)
  - Physics Letters B : particules et nucléaire. (page web)
- Physics Report
- Physics Today
- Radiation Physics and Chemistry
- Reports on Progress in Physics (page web)
- Reviews of Accelerator Science and Technology (RAST) - Nouveau (page web)
- Reviews of Modern Physics (page web)
- Science
- The European Physical Journal
- Zeitschrift für Physik

### Mécanique des fluidesettransfert thermique
- Annual Review of Fluid Mechanics
- Combustion Theory and Modelling
- Combustion Science and Technology
- Combustion and Flame
- International Journal of Heat and Mass Transfer
- Journal of Fluid Mechanics (page web, articles)
- Physics of Fluids (page web)
- Journal of Sound and Vibration[1]
- Progress in Energy and Combustion Science

### Physique de la matière condensée
- Advances in Complex Systems (ACS) - Journal multidisciplinaire (page web)
- Biophysical Reviews and Letters (BRL) (page web)
- Chinese Journal of Polymer Science (CJPS) - Publié maintenant par World Scientific (page web)
- Journal of physics and chemistry of solids
- Modern Physics Letters B (MPLB) - Condensed Matter Physics; Statistical Physics and Applied Physics (page web)
- Nature Materials
- Physica B: Condensed Matter[2]
- Surface Review and Letters (SRL) (page web)

### Plasmas
- Nuclear Fusion (page web)
- Plasma Physics and Controlled Fusion (page web)
- Physics of Plasmas (page web)
- Plasma Sources Science and Technology (page web)
- Plasma Science and Technology (page web)

### Mesure
- Measurement Science and Technology (page web)
- Metrologia (page web)
- IEEE Sensors Journal (page web)

### Optique
- Advances in Atomic, Moceular, and Optical Physics (page web)
- Applied Optics (page web)
- International Journal on Wireless & Optical Communications (IJWOC) - Interrompu (page web)
- Journal of Nonlinear Optical Physics & Materials (JNOPM) (page web)
- Journal of Quantitative Spectroscopy & Radiative Transfer
- Journal of Optics A: Pure and Applied Optics (1999) (page web)
  - Journal of Optics (1977-1999); Nouvelle revue d'optique (1973-1976); Nouvelle revue d'optique appliquée (1970-1972)
  - Pure and Applied Optics: Journal of the European Optical Society Part A (1992-1999)
- Journal of the Optical Society of America A
- Journal of the Optical Society of America B
- Optics and Photonics Letters (OPL) - Nouveau (page web)
- Optics Communications (page web)
- Optics Express (page web)
- Optics Letters (page web)
- Progress in Optics (page web)

### Physique théorique
- Advances in Theoretical and Mathematical Physics (site web)
- China PARTICUOLOGY (CP) - Interrompu (page web)
- Classical and Quantum Gravity
- Communications in Mathematical Physics
- International Journal of Geometric Methods in Modern Physics (IJGMMP) (page web)
- International Journal of Modern Physics A - C - D - E (page web)
  - International Journal of Modern Physics A (IJMPA) - Particles and Fields; Gravitation; Cosmology; Nuclear Physics
  - International Journal of Modern Physics C (IJMPC) - Computational Physics and Physical Computation
  - International Journal of Modern Physics D (IJMPD) - Gravitation; Astrophysics and Cosmology
  - International Journal of Modern Physics E (IJMPE) - Nuclear Physics
- International Journal of Quantum Information (IJQI) (page web)
- Journal of Computational Acoustics (JCA) (page web)
- Journal of Multiscale Modelling (JMM) (page web)
- Nuclear Physics
- Journal of High Energy Physics
- Journal of Mathematical Physics
- Reviews in Mathematical Physics (RMP) (page web)
- Zeitschrift für Angewandte Mathematik und Physik